# ساری‌شاغان
ساری‌شاغان (قزاقی: Сарышаған) یک شهرک در قزاقستان است که در استان قراغندی واقع شده‌است. این شهرک  ۱۱۰۰۰ نفر جمعیت دارد.